# Boros Ádám
Boros Ádám (Budapest, 1900. november 19. – Budapest 1973. január 3.) botanikus, biológus, mohakutató, egyetemi tanár. Botanikai szakmunkákban nevének rövidítése: „Boros”.

## Életpályája
Boros Rezső és Müller Auguszta fiaként született. Apja és anyai nagyapja is középiskolai tanár volt. Jávorka Sándoron keresztül ismerte meg Degen Árpád neves botanikust, aki gyakran magával vitte a gyűjtőútjaira. Együtt tanulmányozták a morvamezei, a detrekőcsütörtöki lápokat. Ekkor ismerte meg a tőzegmohák és égerlápok világát, amely rendkívüli mértékben felkeltette a figyelmét. 1918 és 1922 között Budapesten végezte el az egyetemet.
1920-ban már asszisztensi munkát végzett Szabó Zoltán mellett az Állatorvosi Főiskolán. 1922-ben a Belső-Somogyban kutatott. Még a doktorátusának a megszerzése előtt a Gyógynövénykísérleti Állomás szolgálatába lépett. Bölcsészdoktori oklevelet negyedéves korában, 1922. június 17-én szerzett. 1929-ben belföldi kutató ösztöndíjat kapott, majd ebben az évben a Közgazdaságtudományi Kar „A Mezőgazdasági Növényismeret” tárgykörből magántanárrá habilitálta. 1929-ben megkezdte Magyarország szikeseinek botanikai feltárási munkáit, elsősorban a Nyírségben dolgozott, majd 1929 és 1939 között a Gerecse és a Vértes hegységek, valamint a Velencei-tó környéke voltak a fő kutatási területei.
1937-ben a Természettudományi Társulat Növénytani Szakosztálya jegyzőjévé választotta, e tisztséget több évi tagság előzte meg. Az ő összeállításában látott napvilágot a Növénytani repertórium is. 1938-ban átkerült a Vetőmagvizsgáló Intézethez. 1939-től kezdve Gömör megyében, majd Erdélyben és az Északkeleti-Kárpátokban végzett tereptanulmányokat és gyűjtéseket. 1944-ben átmenetileg szerkesztette a Botanikai Közleményeket és éveken át jegyzője volt a Biológiai Egyesület Növénytani Szakosztályának. 1944-től kezdve három éven keresztül az Állatorvosi Karon a növénytan című tárgyat adta elő. 1945-ben a Kísérletügyi Tanács tagja és újból a Gyógynövénykísérleti, majd később Gyógynövény Kutató Intézet vezetője lett. 1946-ban kötött házasságot Kenyeres Júliával, aki mindig elkísérte a gyűjtőútjaira munkatársaként is.
1946-ban munkatársként dolgozott az Uj Idők lexikona, majd a Révai Lexikon összeállításában és a szócikkek megírásában. A Természettudományi Társulat a dísztagjává választotta. 1947-ben lett a rendes tagja a Természetvédelmi Tanácsnak. 1948-ban nyerte el az egyet. ny. rk. tanári címet. Ebben az évben a közreműködésével megjelent a „Viruló természet” című könyv. 1950-ben a Magyar Tudományos Akadémia Agrártudományok Osztálya a Kertészeti Szakbizottság tagjává nevezte ki.
1951-ben hosszú előtanulmányok után megjelent az Acta Biologicában a „Bryologische Beiträge zur Kenntnis der Flora von Ungarn und der Karpaten” című nagy munkája, majd a Magyar Tudományos Akadémia Biológiai Osztályának a kiadásában a „Magyarország mohái” című könyve. 1952-ben a Magyar Tudományos Akadémia Minősítő Bizottsága a biológiai tudományok kandidátusának minősítette. 1954-ben a Növényfajtaminősítő Tanács tagja lett. 1957-ben megkapta a biológiai tudományok doktora akadémiai minősítést is.
Életműve hatalmas, a tudományos munkáinak a száma 731, ezek között sok a könyv. A munkáját 51 kötetnyi naplójegyzet is rögzíti.

## Herbáriuma
Herbáriumát (65 000 virágos növény, 130 000 moha) a Természettudományi Múzeum Növénytára felterjesztésére a Művelődésügyi Minisztérium "nemzeti érdekű védett gyűjteménnyé" nyilvánította, melynek nemcsak moha része gazdag, hanem a virágos gyűjtemény is. A mohagyűjtemény nagy részét Boros Ádám maga gyűjtötte és felesége preparálta, de élénk szakmai kapcsolatai révén csereanyaggal is gazdagodott. Ma a Természettudományi Múzeumban őrzik.

## A barlangkutató
A barlangi mohák kutatásának nemzetközi tekintélyű tudósa volt. Előtte Magyarországon még senki sem foglalkozott ezzel a tudományterülettel. 1926-ban, kezdő tanársegéd korában a Magyar Barlangkutató Társulat alapító tagja volt. 1930-ban kezdeményezte és el is végezte a barlangbejáratok flórájának a begyűjtését és a feldolgozását. A Brylógia című művében egy egész fejezetet szentelt e tudományterületnek. 1933-ban jelent meg a barlangi mohákkal foglalkozó első cikke, a Barlangvilág című folyóiratban.
A Magyar Karszt- és Barlangkutató Társulatnak a haláláig aktív tagja volt, részt vett a szervezeti életben, előadásokat tartott és a társulat lapjaiban egymás után jelentek meg a cikkei és a szakmai bibliográfiái. 1941-től 1944-ig a társelnöke volt a Magyar Barlangkutató Társulatnak. 1972-ben a társulat a kiemelkedő tudományos munkásságért adományozható Kadić Ottokár-éremmel tüntette ki. 1972 őszén a bihar-hegységi barlangokat kutatta, majd utána Csehszlovákiában gyűjtött Vajda Lászlóval.

## Barlangokkal foglalkozó írásai
- Morton, Fr.: Das Problem der Lebensverlängerung bei Höhlenpflanzen. (Ismertetés). Barlangkutatás, 1926–1927. (14–15. köt.) 1–4. füz. 37. old.
- A barlangszádák növényzetének felkutatása érdekében. Barlangvilág, 1933. (3. köt.) 3–4. füz. 22. old.
- A Szilicei és Barkai jégbarlangok növényzete. Botanikai Közlemények, 1935. (32. köt.) 1–6. füz. 104–114. old.
- Gebhardt Antal: Az Abaligeti barlang élővilága. (Ismertetés). Barlangvilág, 1936. (6. köt.) 1–2. füz. 30–31. old.
- A Szilicei-jégbarlang, mint a növényzet élőhelye. Természettudományi Közlöny, 1939. (71.) 323–324. old.
- A Tordai-hasadék barlangjai. Nyárády Erasmus Gyula: A Tordai-hasadék című munkájának ismertetése. Barlangvilág, 1940. (10. köt.) 3–4. füz. 48–49. old.
- A Sebes-Körös menti barlangok szádájának növényvilága. Script. Bot. Mus. Transs. 1942. (1.) 152–156. old.
- A mohák a természetben és az ember életében. Természettudományi Közlöny, 1943. (75.) 33–46. old.
- A Lápos-folyó szurdokában. A Természet, 1944. (40.) 65–68. old.
- A Tapolcai-tavasbarlang mohája. Élet és Tudomány, 1961. (16.) 1657. old.
- A barlangok fénylő mohája. Természettudományi Közlöny, 1964. (95.) 327. old.
- Útmutató barlangi mohák gyűjtéséhez. Karszt- és Barlangkutatási Tájékoztató, 1970. 3. füz. 3. old.
- Magyarország és a kárpáti barlangok felsőbbrendű növényzetére vonatkozó irodalom. Karszt- és Barlangkutatási Tájékoztató, 1972. 2. füz. 20–22. old.
- Vajda László társszerzővel: Bryogeographische Forschungen im Karstgebiet des Bihar-Gebirges. Acta Bot. Acad. Sci. Hung. 1973. (19.)

## Általa leírt és elnevezett növények
- Funaria hungarica Boros
- Cyndrichia mongolica Boros
- Hieracium praebiharicum Boros

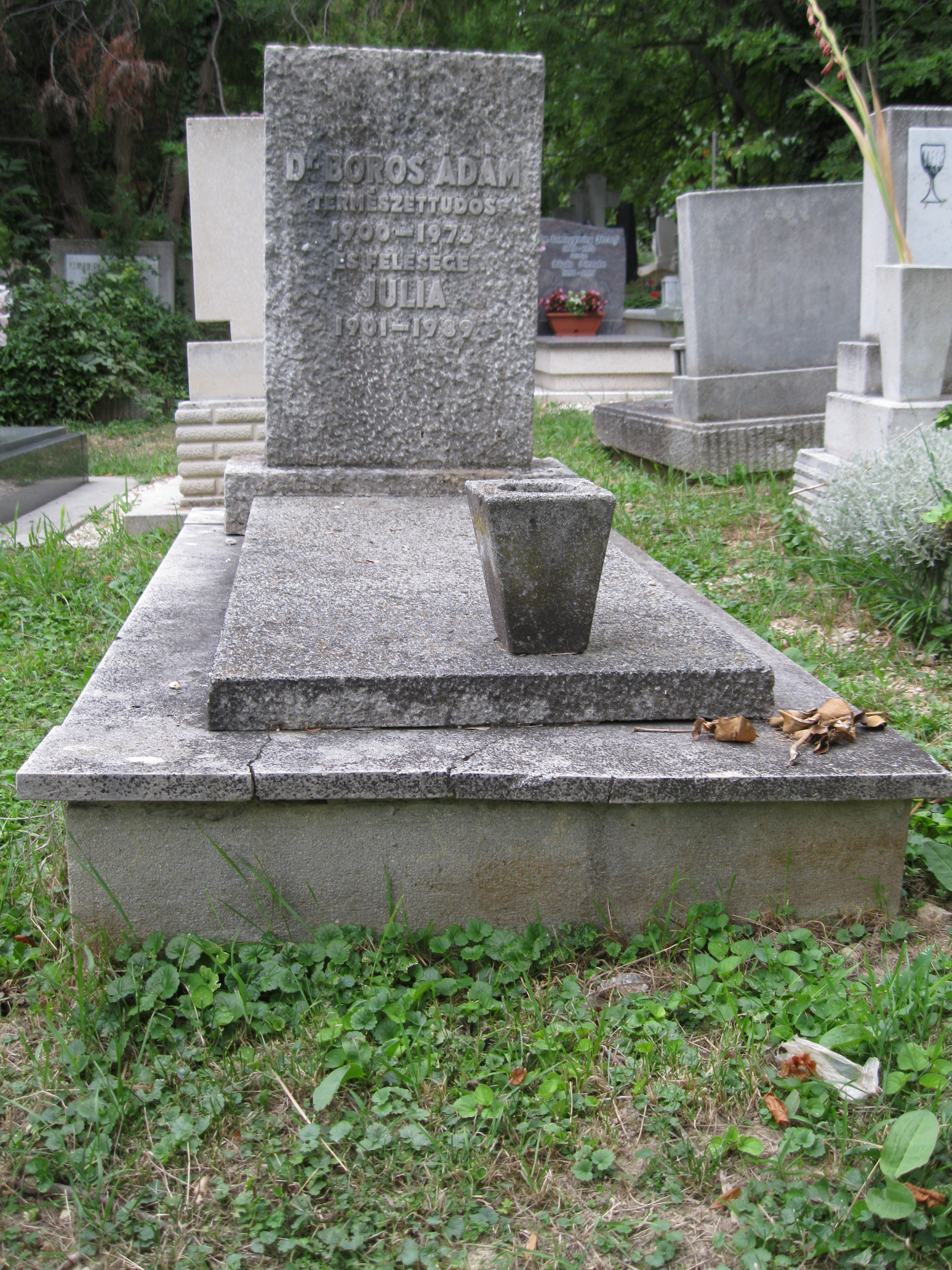
Boros Ádám és Kenyeres Júlia sírja a Farkasréti temetőben

- Marsupella hungarica Boros et Vajda.

## Róla elnevezett növények
- Rosa borosiana Degen
- Pinus borosianus Lyka
- Pulsatilla borosiana Wagner
- Melampyrum borosianum Soó
- Mentha borosiana Trautmann
- Sorbus borosianus Kárpáti Z.
- Placidum Adami Borosi Szatala.

## Emlékezete
- Az Egymásért vagyunk című, 2020-ban megjelent tudománytörténeti összeállításban munkásságára történő visszatekintés jelenik meg.[7]